# Nazionale maschile di calcio delle Isole Cook
La nazionale di calcio delle Isole Cook è la selezione calcistica nazionale delle Isole Cook ed è posta sotto l'egida della Federazione calcistica delle Isole Cook, a sua volta subordinata alla FIFA.
Con una popolazione di circa 24 000 abitanti le Isole Cook sono una delle nazioni con la popolazione più bassa affiliate alla FIFA.
Occupa la 189ª posizione del ranking FIFA.. Il suo esordio si è svolto contro Tahiti ed è terminata 30-0 a favore di quest'ultimo. Essa rappresenta la più grande sconfitta della nazionale, che è anche una delle più grandi sconfitte tra due nazionali di calcio, superata in peggio solo dalle Samoa Americane con una sconfitta per 31-0 contro l'Australia.

## Partecipazioni ai Mondiali di calcio
- dal 1930 al 1994 - Non partecipante
- dal 1998 al 2018 - Non qualificata
- 2022 - Ritirata

## Partecipazioni alla Coppa per nazioni OFC
- dal 1973 al 1996 - Non partecipante
- 1998 - 1º turno
- 2000 - 1º turno
- 2002 - Ritirata
- dal 2004 al 2024 - Non qualificata

## Tutte le rose

### Coppa d'Oceania
Coppa d'Oceania 1998P Tiere, D Koata, D Tereu, D Dickenson, D Pareanga, D Nand, C J. Chambers, C T. Chambers, C Drolett, C Paniani, C Tauira, A Mani, A Puroku, A Te Miha, CT: Napa
Coppa d'Oceania 20001 T. Jamieson, 2 T. Chambers, 3 M. Jamieson, 4 Pareanga, 5 N. Mani, 6 Dickenson, 7 Newnham, 8 Tauira, 9 J. Chambers, 10 Puroku, 11 D. Shepherd, 12 Tereu, 13 Drollett, 14 Nand, 15 J. Shepherd, 16 Te Miha, 17 Enjoy, 18 S. Mani, 19 Henry, 20 Kairua, 21 Paniani, CT: Taylor

## Rosa attuale
Lista dei convocati per le Qualificazioni alla Coppa delle nazioni oceaniane 2024 contro Samoa e Tonga del 23 e 26 marzo 2024.
| 1  | P | Ngereine Maro         | 20 marzo 2005     | 4  | 0 | RPC Eindhoven            |  |  |
| 20 | P | Ioane Moore           |                   | 0  | 0 | Titikaveka FC            |  |  |
|    |   |                       |                   |    |   |                          |  |  |
| 15 | D | Rangi Moore           |                   | 1  | 0 | Tupapa Maraerenga F.C.   |  |  |
| 6  | D | Nia Remuera           | 1º maggio 2005    | 1  | 0 | Nikao Sokattak           |  |  |
| 14 | D | Emiel Burrow          | 17 maggio 1992    | ?  | 0 | Oratia United AFC        |  |  |
| 16 | D | Nuku Mokoroa          | 15 maggio 2004    | 0  | 0 | Nikao Sokattack F.C.     |  |  |
| 8  | D | Orin Ruaine-Prattley  | 3 novembre 1997   | 5  | 0 | Brooklyn Northern United |  |  |
| 19 | D | Dwayne Tiputoa        | 8 dicembre 1997   | 5  | 1 | Tupapa Maraerenga F.C.   |  |  |
| 5  | D | Charlie Noovoa-Martin |                   | ?  | 0 | Sconosciuto              |  |  |
|    |   |                       |                   |    |   |                          |  |  |
| 7  | C | Grover Harmon         | 06 agosto 1989    | 7  | 1 | Tupapa Maraerenga F.C.   |  |  |
| 8  | C | Roger Manuel          | 10 novembre 1988  | 2  | 1 | Tupapa Maraerenga F.C.   |  |  |
| 69 | C | Diocanteresa          | 17 giugno 1969    | 0  | 0 | Svincolato               |  |  |
| 10 | C | Gichin Fuhiniu        | 20 agosto 1988    | 2  | 0 | Svincolato               |  |  |
| 14 | C | Tuka Tisam            | 08 luglio 1986    | 10 | 0 | Nikao Sokattack F.C.     |  |  |
| 15 | C | John Michael Quijano  | 02 settembre 1990 | 2  | 0 | Nikao Sokattack F.C.     |  |  |
| 16 | C | Taylor Saghabi        | 25 dicembre 1990  | 5  | 4 | West Ryde Rovers         |  |  |
|    |   |                       |                   |    |   |                          |  |  |
| 9  | A | Campbell Best         | 12 marzo 1986     | 6  | 2 | Tupapa Maraerenga F.C.   |  |  |
| 11 | A | Joseph Ngauora        | 30 giugno 1989    | 5  | 1 | Picton Rangers           |  |  |
| 13 | A | Emiel Burrows         | 17 maggio 1992    | 1  | 0 | Svincolato               |  |  |
| 22 | A | Paavo Mustonen        | 13 gennaio 1986   | 7  | 0 | Nikao Sokattack F.C.     |  |  |
| 12 | A | Twin Tiro             | 25 febbraio 1994  | 0  | 0 | Tupapa Maraerenga F.C.   |  |  |

## Commissari tecnici
- Alex Napa (1996–1998)
- Alan Taylor (2000–2001)
- Luigi McKeown (2001–2004)
- Tim Jerks (2004–2010)
- Shane Rufer (2011)
- Paul Farrell-Turepu (2011–2014)
- Drew Sherman (2015-2017)
- Kevin Fallon (2018-)